# 野球拳
野球拳源自日语，历史上共有兩種含义：一種是日本四國愛媛縣松山市流傳的源自棒球（日语称为“野球”）啦啦队加油歌的團體康樂遊戲，是在三味線跟太鼓的伴奏下，搭配動作的歌舞表演；另一種比較常為大眾所知的野球拳，是脫衣猜拳的遊戲，最早起源於幕末時代的日本橫濱，後來摻入了四國野球拳的音樂元素，並且在昭和后期的电视綜藝節目的宣傳下，成為了脫衣猜拳的代名詞。

## 起源
1924年10月，愛媛縣伊予鐵道棒球隊，在一場面對香川縣高松高商的比賽輸球後，教練前田伍健為了激勵士氣，創作一段歌曲，並配合舞蹈動作，帶動隊員唱跳，日後成為該隊獨特的加油方式；最早的野球拳歌詞是這樣的：

野球するなら　こういう具合にやらさんせ

投げたら　こう打って

打ったなら　こう受けて

ランナになったら　えっさっさ

アウトに　セーフに　よよいのよい

（中譯：如果打棒球，就會有這些情況。這樣投就要打、這樣打就要接、跑壘大喊衝衝衝。出局！上壘！唷唷咿唷！）

1954年，包括旅居香川縣的女歌手青木晴美（日语：青木はるみ (歌手)）及另外兩名同期歌手，分別演唱這首歌並錄製成唱片，傳遍各地。1966年，作為野球拳發源地的愛媛縣松山市，為配合鄰近三縣（高知、香川、德島）在八月的歌舞祭活動，推出了以本地太鼓舞為主的松山祭典；1970年，將祭典的舞蹈改為當時更流行的野球拳，並持續至今。由前田伍健在該地發起的野球拳活動，為表示其正統，稱為「本家野球拳」。

## 演變
1950年代，野球拳成為全國知名的舞蹈遊戲，並進一步融合了脫衣猜拳的遊戲。脫衣猜拳在日本，最早出現於江戶幕末時代的橫濱，是當地的妓院提供的娛樂活動，因此早期叫作「橫濱拳」或「橫濱南京拳」。
1969年4月，日本電視台（NTV）開始在電視節目中,播放以「野球拳」為名的脫衣猜拳遊戲；1969年11月26日開始，更將該遊戲獨立以的節目名稱播放。自此，脫衣猜拳取代傳統舞蹈成為全國民眾對於野球拳的印象。
1990年代，日本成人视频制造商也開始製作許多野球拳主題的视频，原本較長的野球拳歌詞，大致被縮短為：
「野球するなら　こーゆー具合にしやしゃんせ　アウト　セーフ　よよいのよい」
這類業者中以SOD （Soft On Demand）公司最為知名，其出品之野球拳，不僅有女子脫衣畫面，也將性交加入野球拳的“處罰”項目。

## 流行文化
- 电子游戏《金庸群侠传》中，主角自带一门名为“野球拳”的基本武功，其攻击力会在玩家将其苦练至十级后骤然提升至顶级[1]。

- 動漫烏龍派出所中，男主角兩津勘吉時常向女警提議以野球拳分勝負。